# 부산광역시도 제61호선
부산광역시도 제61호선은 부산광역시 서구 충무동1가 충무동사거리에서 금정구 두구동 여락고가교까지 잇는 광역시도이다. 이 광역시도는 자갈치교차로에서 시작하여 구덕로와 중앙대로를 쭉 따라간다.
대부분 구간에서 국도 제7호선, 아시아 고속도로 6호선()과 중복된다. 중앙대로가 시작되는 옛시청교차로는 국도 제7호선과 아시아 고속도로 6호선()의 시점이기도 하다.

## 경유하는 도로
- 구덕로 - 중앙대로 - 웅상대로

## 경유지
부산광역시
- 서구 - 중구 - 동구 - 부산진구 - 연제구 - 동래구 - 금정구

## 노선
| 구간            | 이름                                | 접속 노선                                                                                          | 소재지     | 소재지                                           | 비고                                       |
| --------------- | ----------------------------------- | -------------------------------------------------------------------------------------------------- | ---------- | ------------------------------------------------ | ------------------------------------------ |
| 구덕로          | 충무동사거리                        | 부산광역시도 제53호선 (충무대로) 부산광역시도 제5101호선 (구덕로)                                  | 부산광역시 | 서구                                             | 국도 제2, 77호선과 중복                    |
| 구덕로          | 자갈치 교차로                       | 부산광역시도 제51호선 (보수대로) 자갈치로15번길                                                    | 부산광역시 | 서구                                             | 국도 제2, 77호선과 중복                    |
| 구덕로          | 자갈치 교차로                       | 부산광역시도 제51호선 (보수대로) 자갈치로15번길                                                    | 부산광역시 | 중구                                             | 국도 제2, 77호선과 중복                    |
| 구덕로          | 남포사거리                          | 중구로 자갈치로37번길                                                                              | 부산광역시 |                                                  | 국도 제2, 77호선과 중복                    |
| 구덕로          | (이름 없음)                         | 자갈치로                                                                                           | 부산광역시 |                                                  | 국도 제2, 77호선과 중복                    |
| 구덕로          | 옛시청사거리 (남포역)               | 부산광역시도 제6101호선 (태종로) 광복로                                                            | 부산광역시 |                                                  | 국도 제2, 77호선과 중복                    |
| 중앙대로        | 옛시청사거리 (남포역)               | 부산광역시도 제6101호선 (태종로) 광복로                                                            | 부산광역시 | 국도 제7호선과 중복                              |                                            |
| 중앙대로        | 부산우체국 교차로                   | 부산광역시도 제6301호선 (대청로)                                                                   | 부산광역시 | 국도 제7호선과 중복                              |                                            |
| 중앙대로        | 중앙역                              | | 부산광역시 | 국도 제7호선과 중복                              |                                            |
| 중앙대로        | 중앙동사거리                        | 부산광역시도 제71호선 (충장대로)                                                                   | 부산광역시 | 국도 제7호선과 중복                              |                                            |
| 중앙대로        | 중부경찰서삼거리                    | 해관로                                                                                             | 부산광역시 | 국도 제7호선과 중복                              |                                            |
| 중앙대로        | 영주사거리                          | 부산광역시도 제10호선 (대영로)                                                                     | 부산광역시 | 국도 제7호선과 중복                              |                                            |
| 중앙대로        | 부산역                              | | 부산광역시 | 국도 제7호선과 중복                              | 동구                                       |
| 중앙대로        | 초량 교차로 (초량역)                | 고관로 중앙대로251번길 중앙대로260번길                                                             | 부산광역시 | 국도 제7호선과 중복                              | 동구                                       |
| 중앙대로        | 고관입구 교차로 (부산진역)          | 중앙대로349번길                                                                                    | 부산광역시 | 국도 제7호선과 중복                              | 동구                                       |
| 중앙대로        | 부산진역                            | 진성로                                                                                             | 부산광역시 | 국도 제7호선과 중복                              | 동구                                       |
| 중앙대로        | 좌천삼거리                          | 부산광역시도 제33호선 (관문대로) 부산광역시도 제20호선 (자성로)                                    | 부산광역시 | 국도 제7호선과 중복                              | 동구                                       |
| 중앙대로        | 좌천역                              | | 부산광역시 | 국도 제7호선과 중복                              | 동구                                       |
| 중앙대로        | (부산진시장지하차도입구)            | 진시장로                                                                                           | 부산광역시 | 국도 제7호선과 중복 상행만 진출입 가능           | 동구                                       |
| 중앙대로        | 범곡 교차로                         | 부산광역시도 제1004호선 (망양로) 부산광역시도 제3201호선 (신암로)                                  | 부산광역시 | 국도 제7호선과 중복                              | 동구                                       |
| 중앙대로        | 범일과선교                          | | 부산광역시 | 국도 제7호선과 중복                              | 부산진구                                   |
| 중앙대로        | 범내골 교차로 (범내골역)            | 부산광역시도 제24호선 (황령대로) 부산광역시도 제7101호선 (범일로)                                  | 부산광역시 | 국도 제7호선과 중복                              | 부산진구                                   |
| 중앙대로        | 광무교                              | 부산광역시도 제32호선 (신천대로)                                                                   | 부산광역시 | 국도 제7호선과 중복                              | 부산진구                                   |
| 중앙대로        | 서면 교차로 (서면역)                | 부산광역시도 제30호선 (가야대로) 부산광역시도 제3002호선 (새싹로) 부산광역시도 제6109호선 (서전로) | 부산광역시 | 국도 제7호선과 중복                              | 부산진구                                   |
| 중앙대로        | 부전사거리 (부전역)                 | 동성로 동천로 중앙대로763번길                                                                      | 부산광역시 | 국도 제7호선과 중복                              | 부산진구                                   |
| 중앙대로        | 삼전 교차로                         | 부산광역시도 제71호선 (전포대로) 시민공원로                                                        | 부산광역시 | 국도 제7호선과 중복 부산광역시도 제71호선과 중복 | 부산진구                                   |
| 중앙대로        | 송상현광장                          | | 부산광역시 | 국도 제7호선과 중복 부산광역시도 제71호선과 중복 | 부산진구                                   |
| 중앙대로        | 송공삼거리                          | 국도 제7호선 부산광역시도 제71호선 (거제대로)                                                      | 부산광역시 | 국도 제7호선과 중복 부산광역시도 제71호선과 중복 | 부산진구                                   |
| 중앙대로        | 양정 교차로                         | 부산광역시도 제32호선 (동평로) (연수로)                                                            | 부산광역시 |                                                  | 부산진구                                   |
| 중앙대로        | 부산지방경찰청 부산광역시청         | | 부산광역시 | 연제구                                           |                                            |
| 중앙대로        | 시청앞 교차로 (시청역)              | 연제로                                                                                             | 부산광역시 | 연제구                                           |                                            |
| 중앙대로        | 연산 교차로 (연산역)                | 부산광역시도 제36호선 (월드컵대로) 부산광역시도 제91호선 (반송로) 부산광역시도 제6103호선 (고분로) | 부산광역시 | 연제구                                           |                                            |
| 중앙대로        | (이름 없음)                         | 거제천로                                                                                           | 부산광역시 | 연제구                                           |                                            |
| 중앙대로        | 교대사거리 (교대역)                 | 국도 제7호선 부산광역시도 제71호선 (거제대로) 부산광역시도 제4002호선 (명륜로) 교대로              | 부산광역시 | 연제구                                           | 국도 제7호선과 중복                        |
| 중앙대로        | (구 송월타올앞)                     | 부산광역시도 제6104호선 (여고로)                                                                   | 부산광역시 | 연제구                                           | 국도 제7호선과 중복                        |
| 중앙대로        | (구 송월타올앞)                     | 부산광역시도 제6104호선 (여고로)                                                                   | 부산광역시 | 동래구                                           | 국도 제7호선과 중복                        |
| 중앙대로        | 내성 교차로 (내성지하차도) (동래역) | 국도 제14호선 부산광역시도 제40호선 (충렬대로)                                                     | 부산광역시 |                                                  | 국도 제7호선과 중복                        |
| 중앙대로        | 옛동부터미널 교차로                 | 동래로 온천장로                                                                                    | 부산광역시 |                                                  | 국도 제7호선과 중복                        |
| 중앙대로        | 명륜역                              | | 부산광역시 |                                                  | 국도 제7호선과 중복                        |
| 중앙대로        | 온천교사거리                        | 금강공원로 시실로                                                                                  | 부산광역시 |                                                  | 국도 제7호선과 중복                        |
| 중앙대로        | 온천장역                            | | 부산광역시 |                                                  | 국도 제7호선과 중복                        |
| 중앙대로        | 소정천삼거리                        | 부산광역시도 제6105호선 (식물원로) 오시게로                                                        | 부산광역시 | 금정구                                           | 국도 제7호선과 중복                        |
| 중앙대로        | 온천5호교                           | | 부산광역시 | 금정구                                           | 국도 제7호선과 중복                        |
| 중앙대로        | 부곡사거리                          | 부곡로 부산대학로                                                                                  | 부산광역시 | 금정구                                           | 국도 제7호선과 중복                        |
| 중앙대로        | 롯데마트 금정점                     | 수림로                                                                                             | 부산광역시 | 금정구                                           | 국도 제7호선과 중복                        |
| 중앙대로        | 금정구청                            | | 부산광역시 | 금정구                                           | 국도 제7호선과 중복                        |
| 중앙대로        | 금정구청앞삼거리                    | 부산광역시도 제6106호선 (체육공원로)                                                               | 부산광역시 | 금정구                                           | 국도 제7호선과 중복                        |
| 중앙대로        | 구서지하차도 (부산금정경찰서)       | 1호선 경부고속도로 부산광역시도 제6108호선 (금정로)                                                | 부산광역시 | 금정구                                           | 국도 제7호선과 중복                        |
| 중앙대로        | 두실역                              | | 부산광역시 | 금정구                                           | 국도 제7호선과 중복                        |
| 중앙대로        | (이름 없음)                         | 두실로                                                                                             | 부산광역시 | 금정구                                           | 국도 제7호선과 중복                        |
| 중앙대로        | 남산역                              | | 부산광역시 | 금정구                                           | 국도 제7호선과 중복                        |
| 중앙대로        | (침례병원입구)                      | 금단로 남산로 범어천로                                                                             | 부산광역시 | 금정구                                           | 국도 제7호선과 중복                        |
| 중앙대로        | 범어사역                            | 부산광역시도 제6107호선 (금정도서관로) 청룡예전로                                                  | 부산광역시 | 금정구                                           | 국도 제7호선과 중복                        |
| 중앙대로        | 범어사어귀삼거리                    | 부산광역시도 제6605호선 (청룡로)                                                                   | 부산광역시 | 금정구                                           | 국도 제7호선과 중복                        |
| 중앙대로        | (이름 없음)                         | 고분로                                                                                             | 부산광역시 | 금정구                                           | 국도 제7호선과 중복 노포 나들목에서 진입로 |
| 중앙대로        | 노포삼거리                          | 부산광역시도 제6102호선 (노포사송로)                                                               | 부산광역시 | 금정구                                           | 국도 제7호선과 중복                        |
| 중앙대로        | 노포역 부산종합버스터미널           | | 부산광역시 | 금정구                                           | 국도 제7호선과 중복                        |
| 중앙대로        | (이름 없음)                         | 체육공원로399번길                                                                                  | 부산광역시 | 금정구                                           | 국도 제7호선과 중복 노포 나들목으로 진출로 |
| 중앙대로        | (여락고가교 남단)                   | 영천로                                                                                             | 부산광역시 | 금정구                                           | 국도 제7호선과 중복                        |
| 중앙대로        | 여락고가교                          | | 부산광역시 | 금정구                                           | 국도 제7호선과 중복                        |
| 웅상대로와 직결 |                                     | |            |                                                  |                                            |

## 같이 보기
- 국도 제7호선
- 아시안 하이웨이 6호선